# 2. ŽNL Osječko-baranjska NS Našice 2013./14.
Ligu je osvojio NK Đurđenovac, i u kvalifikacijama za 1. ŽNL Osječko-baranjsku izborio plasman u viši rang. Iz lige je u 3. ŽNL Osječko-baranjsku ispala NK Lađanska, koja je od natjecanja odustala prije samog početka sezone.

## Tablica
| Mj. | Klub                            | Sus.                   | Pobj.                  | Nerj.                  | Por.                   | GR.                    | Bod.                   |
| --- | ------------------------------- | ---------------------- | ---------------------- | ---------------------- | ---------------------- | ---------------------- | ---------------------- |
| 1.  | NK Đurđenovac                   | 24                     | 20                     | 2                      | 2                      | 88:14                  | 62                     |
| 2.  | NK Iskrica Šaptinovci           | 24                     | 13                     | 6                      | 5                      | 61:26                  | 45                     |
| 3.  | NK Lila                         | 24                     | 12                     | 6                      | 6                      | 36:18                  | 42                     |
| 4.  | NK Mladost Stipanovci           | 24                     | 13                     | 1                      | 10                     | 49:36                  | 40                     |
| 5.  | NK Omladinac Vukojevci          | 24                     | 12                     | 0                      | 12                     | 47:36                  | 36                     |
| 6.  | NK Zoljan                       | 24                     | 11                     | 3                      | 10                     | 43:47                  | 36                     |
| 7.  | NK Šipovac Našice               | 24                     | 10                     | 5                      | 9                      | 37:36                  | 35                     |
| 8.  | NK Poganovci                    | 24                     | 9                      | 4                      | 11                     | 30:38                  | 31                     |
| 9.  | NK Zagorac Beljevina            | 24                     | 8                      | 4                      | 12                     | 25:51                  | 28                     |
| 10. | NK Martin                       | 24                     | 7                      | 5                      | 12                     | 31:42                  | 26                     |
| 11. | NK Željezničar Markovac Našički | 24                     | 8                      | 1                      | 15                     | 30:62                  | 25                     |
| 12. | NK Sloga Podgorač               | 24                     | 6                      | 3                      | 15                     | 24:72                  | 21                     |
| 13. | NK Mladost Našička Breznica     | 24                     | 6                      | 2                      | 16                     | 30:53                  | 17 (-3)                |
| 14. | NK Lađanska                     | odustala od natjecanja | odustala od natjecanja | odustala od natjecanja | odustala od natjecanja | odustala od natjecanja | odustala od natjecanja |

## Rezultati
| NK Martin - NK Sloga Podgorač 6:0 NK Poganovci - NK Zagorac Beljevina 5:1 NK Lađanska - NK Lila NK Zoljan - NK Mladost Našička Breznica 5:3 NK Omladinac Vukojevci - NK Iskrica Šaptinovci 0:2 NK Željezničar Markovac Našički - NK Đurđenovac 1:7 NK Mladost Stipanovci - NK Šipovac Našice 2:0  | NK Mladost Stipanovci - NK Željezničar Markovac Našički 5:0 NK Đurđenovac - NK Omladinac Vukojevci 3:0 NK Iskrica Šaptinovci - NK Zoljan 2:1 NK Mladost Našička Breznica - NK Lađanska NK Lila - NK Poganovci 1:1 NK Zagorac Beljevina - NK Martin 2:0 NK Šipovac Našice - NK Sloga Podgorač 6:0 | NK Omladinac Vukojevci - NK Mladost Stipanovci 0:1 NK Zoljan - NK Đurđenovac 1:3 NK Lađanska - NK Iskrica Šaptinovci NK Poganovci - NK Mladost Našička Breznica 0:0 NK Martin - NK Lila 1:0 NK Sloga Podgorač - NK Zagorac Beljevina 1:2 NK Željezničar Markovac Našički - NK Šipovac Našice 1:3 |
| NK Mladost Stipanovci - NK Zoljan 2:1 NK Željezničar Markovac Našički - NK Omladinac Vukojevci 0:4 NK Đurđenovac - NK Lađanska NK Iskrica Šaptinovci - NK Poganovci 4:1 NK Mladost Našička Breznica - NK Martin 0:1 NK Lila - NK Sloga Podgorač 4:2 NK Šipovac Našice - NK Zagorac Beljevina 4:2  | NK Lađanska - NK Mladost Stipanovci NK Zoljan - NK Željezničar Markovac Našički 0:1 NK Poganovci - NK Đurđenovac 0:1 NK Martin - NK Iskrica Šaptinovci 0:0 NK Sloga Podgorač - NK Mladost Našička Breznica 3:2 NK Zagorac Beljevina - NK Lila 1:1 NK Omladinac Vukojevci - NK Šipovac Našice 2:0 | NK Mladost Stipanovci - NK Poganovci 1:0 NK Željezničar Markovac Našički - NK Lađanska NK Omladinac Vukojevci - NK Zoljan 5:0 NK Đurđenovac - NK Martin 2:1 NK Iskrica Šaptinovci - NK Sloga Podgorač 8:0 NK Mladost Našička Breznica - NK Zagorac Beljevina 2:1 NK Šipovac Našice - NK Lila 0:2 |
| NK Martin - NK Mladost Stipanovci 0:6 NK Poganovci - NK Željezničar Markovac Našički 1:1 NK Lađanska - NK Omladinac Vukojevci NK Sloga Podgorač - NK Đurđenovac 1:5 NK Zagorac Beljevina - NK Iskrica Šaptinovci 0:4 NK Lila - NK Mladost Našička Breznica 2:0 NK Zoljan - NK Šipovac Našice 3:2  | NK Mladost Stipanovci - NK Sloga Podgorač 4:1 NK Željezničar Markovac Našički - NK Martin 4:0 NK Omladinac Vukojevci - NK Poganovci 0:2 NK Zoljan - NK Lađanska NK Đurđenovac - NK Zagorac Beljevina 4:0 NK Iskrica Šaptinovci - NK Lila 2:2 NK Šipovac Našice - NK Mladost Našička Breznica 4:1 | NK Zagorac Beljevina - NK Mladost Stipanovci 1:3 NK Sloga Podgorač - NK Željezničar Markovac Našički 0:4 NK Martin - NK Omladinac Vukojevci 1:0 NK Poganovci - NK Zoljan 0:1 NK Lila - NK Đurđenovac 2:1 NK Mladost Našička Breznica - NK Iskrica Šaptinovci 3:4 NK Lađanska - NK Šipovac Našice |
| NK Mladost Stipanovci - NK Lila 0:0 NK Željezničar Markovac Našički - NK Zagorac Beljevina 0:2 NK Omladinac Vukojevci - NK Sloga Podgorač 10:0 NK Zoljan - NK Martin 2:0 NK Lađanska - NK Poganovci NK Đurđenovac - NK Mladost Našička Breznica 6:0 NK Šipovac Našice - NK Iskrica Šaptinovci 0:4 | NK Mladost Našička Breznica - NK Mladost Stipanovci 1:0 NK Lila - NK Željezničar Markovac Našički 2:0 NK Zagorac Beljevina - NK Omladinac Vukojevci 0:2 NK Sloga Podgorač - NK Zoljan 1:3 NK Martin - NK Lađanska NK Iskrica Šaptinovci - NK Đurđenovac 1:1 NK Poganovci - NK Šipovac Našice 0:1 | NK Mladost Stipanovci - NK Iskrica Šaptinovci 0:1 NK Željezničar Markovac Našički - NK Mladost Našička Breznica 1:4 NK Omladinac Vukojevci - NK Lila 1:0 NK Zoljan - NK Zagorac Beljevina 2:1 NK Lađanska - NK Sloga Podgorač NK Poganovci - NK Martin 2:1 NK Šipovac Našice - NK Đurđenovac 0:0 |
| NK Đurđenovac - NK Mladost Stipanovci 5:2 NK Iskrica Šaptinovci - NK Željezničar Markovac Našički 9:0 NK Mladost Našička Breznica - NK Omladinac Vukojevci 0:2 NK Lila - NK Zoljan 1:0 NK Zagorac Beljevina - NK Lađanska NK Sloga Podgorač - NK Poganovci 0:4 NK Martin - NK Šipovac Našice 1:4  | NK Sloga Podgorač - NK Martin 2:2 NK Zagorac Beljevina - NK Poganovci 3:1 NK Lila - NK Lađanska NK Mladost Našička Breznica - NK Zoljan 0:0 NK Iskrica Šaptinovci - NK Omladinac Vukojevci 1:2 NK Đurđenovac - NK Željezničar Markovac Našički 4:0 NK Šipovac Našice - NK Mladost Stipanovci 1:0 | NK Željezničar Markovac Našički - NK Mladost Stipanovci 3:1 NK Omladinac Vukojevci - NK Đurđenovac 0:7 NK Zoljan - NK Iskrica Šaptinovci 1:1 NK Lađanska - NK Mladost Našička Breznica NK Poganovci - NK Lila 0:3 NK Martin - NK Zagorac Beljevina 0:0 NK Sloga Podgorač - NK Šipovac Našice 1:0 |
| NK Mladost Stipanovci - NK Omladinac Vukojevci 4:1 NK Đurđenovac - NK Zoljan 9:0 NK Iskrica Šaptinovci - NK Lađanska NK Mladost Našička Breznica - NK Poganovci 0:1 NK Lila - NK Martin 0:0 NK Zagorac Beljevina - NK Sloga Podgorač 1:1 NK Šipovac Našice - NK Željezničar Markovac Našički 2:1  | NK Zoljan - NK Mladost Stipanovci 2:1 NK Omladinac Vukojevci - NK Željezničar Markovac Našički 3:1 NK Lađanska - NK Đurđenovac NK Poganovci - NK Iskrica Šaptinovci 0:0 NK Martin - NK Mladost Našička Breznica 3:0 NK Sloga Podgorač - NK Lila 2:0 NK Zagorac Beljevina - NK Šipovac Našice 1:1 | NK Mladost Stipanovci - NK Lađanska NK Željezničar Markovac Našički - NK Zoljan 4:1 NK Đurđenovac - NK Poganovci 3:0 NK Iskrica Šaptinovci - NK Martin 2:1 NK Mladost Našička Breznica - NK Sloga Podgorač 0:1 NK Lila - NK Zagorac Beljevina 6:0 NK Šipovac Našice - NK Omladinac Vukojevci 1:0 |
| NK Poganovci - NK Mladost Stipanovci 1:0 NK Lađanska - NK Željezničar Markovac Našički NK Zoljan - NK Omladinac Vukojevci 3:1 NK Martin - NK Đurđenovac 0:4 NK Sloga Podgorač - NK Iskrica Šaptinovci 0:0 NK Zagorac Beljevina - NK Mladost Našička Breznica 2:1 NK Lila - NK Šipovac Našice 1:1  | NK Mladost Stipanovci - NK Martin 3:1 NK Željezničar Markovac Našički - NK Poganovci 0:1 NK Omladinac Vukojevci - NK Lađanska NK Đurđenovac - NK Sloga Podgorač 1:0 NK Iskrica Šaptinovci - NK Zagorac Beljevina 0:1 NK Mladost Našička Breznica - NK Lila 1:0 NK Šipovac Našice - NK Zoljan 1:1 | NK Sloga Podgorač - NK Mladost Stipanovci 1:3 NK Martin - NK Željezničar Markovac Našički 2:3 NK Poganovci - NK Omladinac Vukojevci 4:0 NK Lađanska - NK Zoljan NK Zagorac Beljevina - NK Đurđenovac 0:3 NK Lila - NK Iskrica Šaptinovci 2:1 NK Mladost Našička Breznica - NK Šipovac Našice 1:0 |
| NK Mladost Stipanovci - NK Zagorac Beljevina 4:0 NK Željezničar Markovac Našički - NK Sloga Podgorač 1:3 NK Omladinac Vukojevci - NK Martin 2:1 NK Zoljan - NK Poganovci 10:2 NK Đurđenovac - NK Lila 0:1 NK Iskrica Šaptinovci - NK Mladost Našička Breznica 4:1 NK Šipovac Našice - NK Lađanska | NK Lila - NK Mladost Stipanovci 4:2 NK Zagorac Beljevina - NK Željezničar Markovac Našički 1:0 NK Sloga Podgorač - NK Omladinac Vukojevci 3:2 NK Martin - NK Zoljan 3:2 NK Poganovci - NK Lađanska NK Mladost Našička Breznica - NK Đurđenovac 2:3 NK Iskrica Šaptinovci - NK Šipovac Našice 5:3 | NK Mladost Stipanovci - NK Mladost Našička Breznica 5:2 NK Željezničar Markovac Našički - NK Lila 1:0 NK Omladinac Vukojevci - NK Zagorac Beljevina 5:0 NK Zoljan - NK Sloga Podgorač 2:1 NK Lađanska - NK Martin NK Đurđenovac - NK Iskrica Šaptinovci 4:2 NK Šipovac Našice - NK Poganovci 2:1 |
| NK Iskrica Šaptinovci - NK Mladost Stipanovci 3:0 NK Mladost Našička Breznica - NK Željezničar Markovac Našički 6:0 NK Lila - NK Omladinac Vukojevci 2:0 NK Zagorac Beljevina - NK Zoljan 3:1 NK Sloga Podgorač - NK Lađanska NK Martin - NK Poganovci 5:1 NK Đurđenovac - NK Šipovac Našice 5:0  | NK Mladost Stipanovci - NK Đurđenovac 0:7 NK Željezničar Markovac Našički - NK Iskrica Šaptinovci 3:1 NK Omladinac Vukojevci - NK Mladost Našička Breznica 5:0 NK Zoljan - NK Lila 1:0 NK Lađanska - NK Zagorac Beljevina NK Poganovci - NK Sloga Podgorač 2:0 NK Šipovac Našice - NK Martin 1:1 | |

## Kvalifikacije za 1. ŽNL Osječko-baranjsku
NK Šokadija Strizivojna - NK Đurđenovac 2:1
NK Đurđenovac - NK Šokadija Strizivojna 4:0
U 1. ŽNL Osječko-baranjsku se plasirao NK Đurđenovac.